# Tipo 58
El Tipo 58 es un fusil de asalto hecho en Corea del Norte en 1958, de calibre 7,62 mm. Es la versión norcoreana del AK-47 soviético diseñado por Mijaíl Kaláshnikov y es la más larga de las variantes de esta arma con 890 mm de longitud, es decir 20 mm más larga que el AK, que tiene una longitud de 870 mm. Esta fue la primera arma en Corea del Norte junto el subfusil PPSh-41, fabricado bajo licencia como el Tipo 49. Fue hecha en las fábricas 61 y 65 en Chongjin.

## Historia
Durante el período posterior a la guerra de Corea (1950-1953), en la que Corea del Sur fue invadida por su vecino del Norte, la República Popular Democrática de Corea (RDPC) era un “amigo cercano” de la Unión Soviética, así que era natural que el país mucho menos avanzado adoptara las armas de un aliado más avanzado. En 1958 el primer ministro Kim Il-sung ordenó la fabricación del Tipo 58 por lo que el Ejército Popular de Corea (EPC) lo adoptó pronto.

## Historial de combate
Esta arma se usó en la guerra de Vietnam, junto con los AK-47 y AKM soviéticos por parte de la guerrilla marxista del Vietcong y el Ejército de Vietnam del Norte contra las Fuerzas Armadas de Vietnam del Sur y Estados Unidos entre 1964 y 1975. Lo usó el Ejército de Irán contra el de Irak en la Guerra Irán-Irak (1980-1988), pues Kim Il Sung le vendió armas y tanques al gobierno iraní, y en Nicaragua por los Contras (financiados por Estados Unidos) contra el Ejército Popular Sandinista. También es usado por las Fuerzas Armadas Revolucionarias de Colombia y sus disidencias y el ELN.

## Usuarios
- Corea del Norte[4]
- Camboya
- Cuba[4]
- El Salvador[3]
- Granada[1]
- Irán
- Laos
- Perú[12]
- Nicaragua[10]
- Vietnam

### Antiguos usuarios
- Vietnam del Norte[7][4]